# Нападовка (Тернопольская область)
Нападовка (укр. Нападівка) — село в Барсуковской сельской общине Кременецкого района Тернопольской области Украины. Основано в 1470 году.
До 2020 года входило в Лановецкий район.
Код КОАТУУ — 6123880602.

## Географическое положение
Село Нападовка находится на правом берегу реки Горынь,
выше по течению на расстоянии в 1,5 км расположено село Барсуки,
ниже по течению на расстоянии в 0,5 км расположен город Лановцы,
на противоположном берегу — село Краснолука.
Через село проходит автомобильная дорога Т-2009.

## Население
Население более тысячи человек. Население по переписи 2001 года составляло 1128 человек.

### Языковой состав
Родной язык населения по данным переписи 2001 года:
| Язык       | Численность, чел. | Доля     |
| ---------- | ----------------- | -------- |
| Украинский | 1 116             | 98,94 %  |
| Другое     | 12                | 1,06 %   |
| Итого      | 1 128             | 100,00 % |

## Объекты социальной сферы

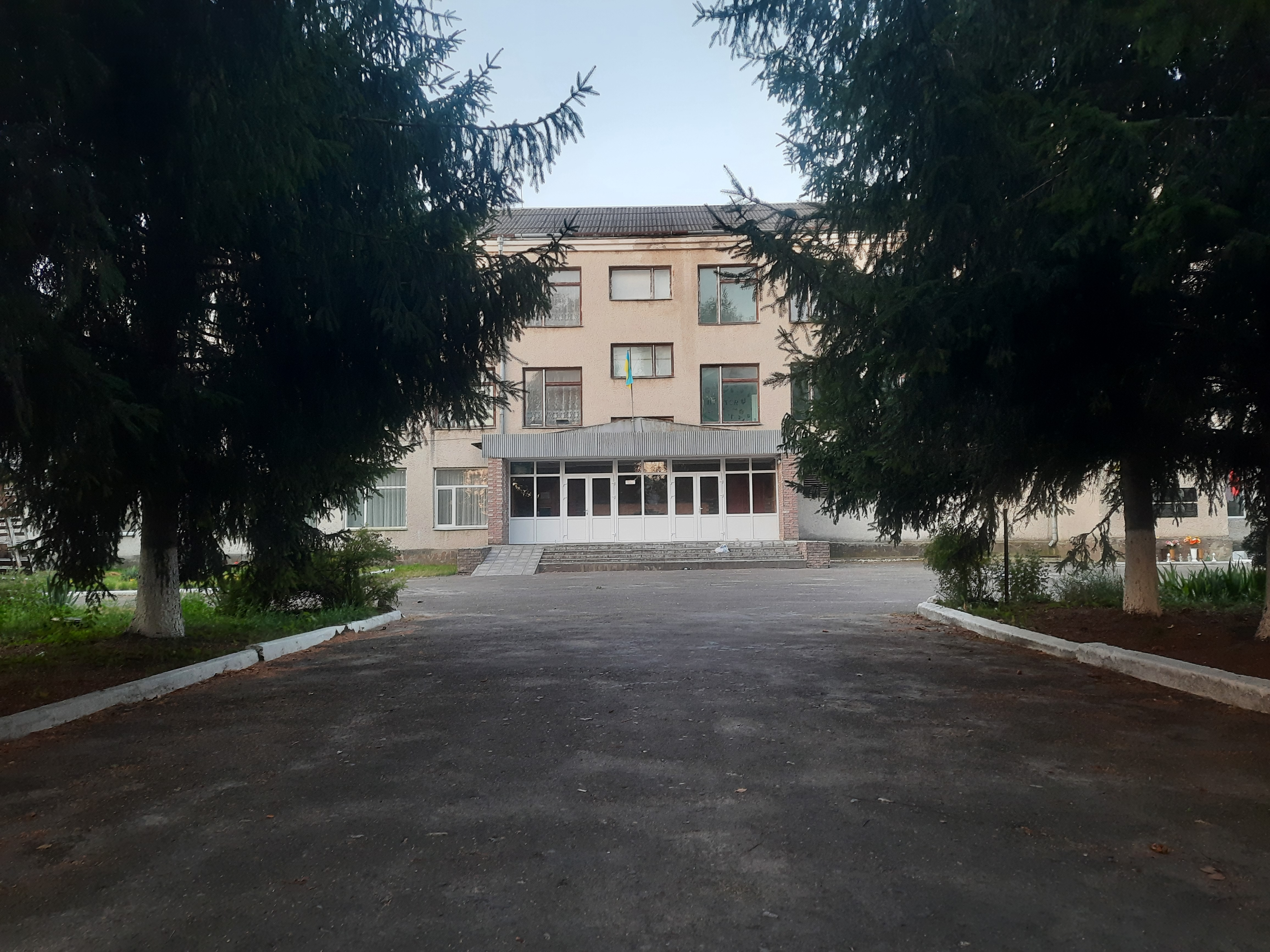
Школа с. Нападовка

- Школа I—II ст.
- Клуб.

## Достопримечательности

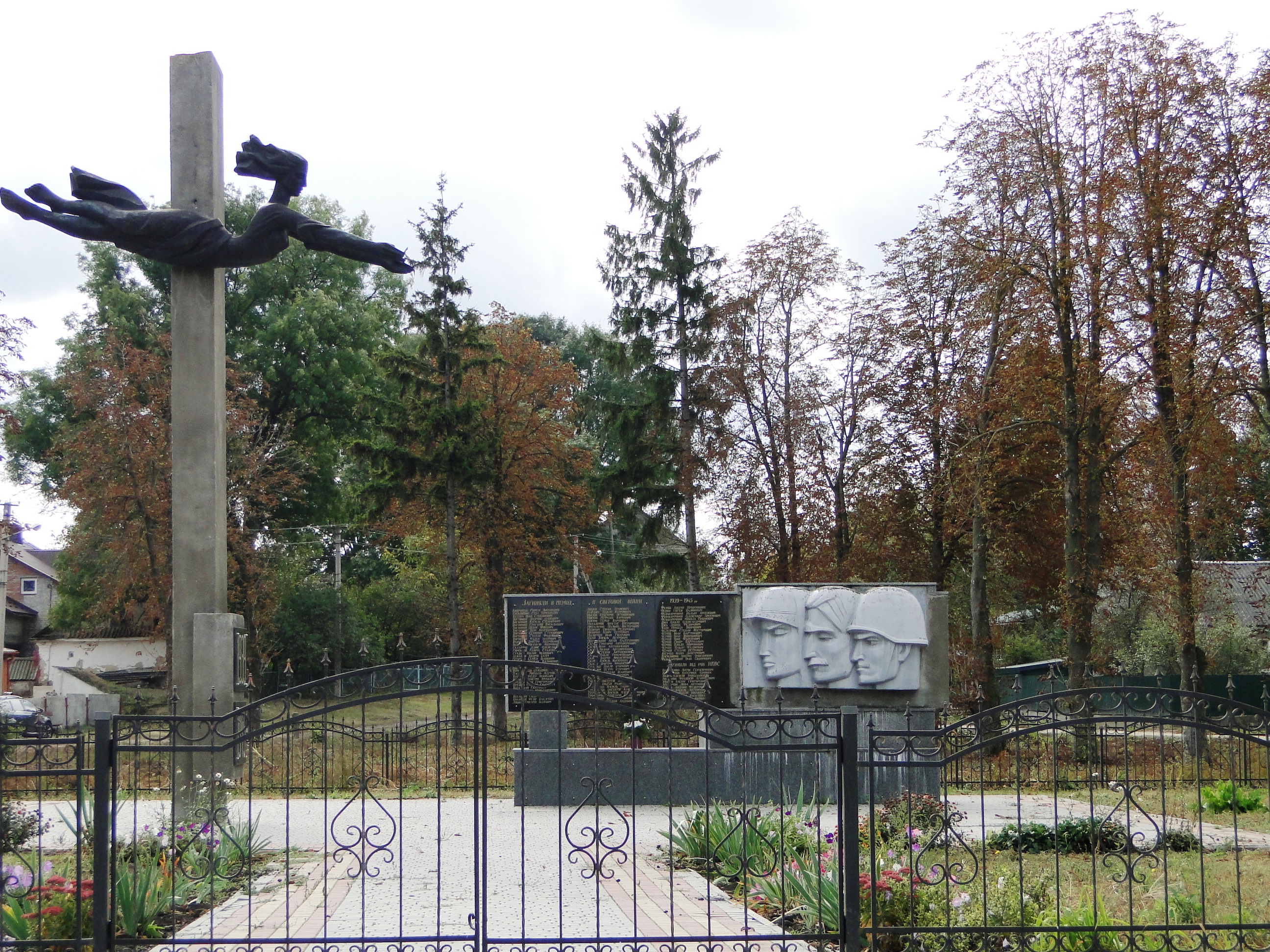
Памятник погибшим в годы Второй мировой войны

- Братская могила советских воинов.